# اوتسورائه جیروکیچی کوشی
اوتسورائه جیروکیچی کوشی (انگلیسی: Oatsurae Jirokichi Koshi) یک فیلم به کارگردانی ایتو دایسوکه است که در سال ۱۹۳۱ منتشر شد. از بازیگران آن می‌توان به دنجیرو اوکوچی اشاره کرد.